# 세인트클레어강

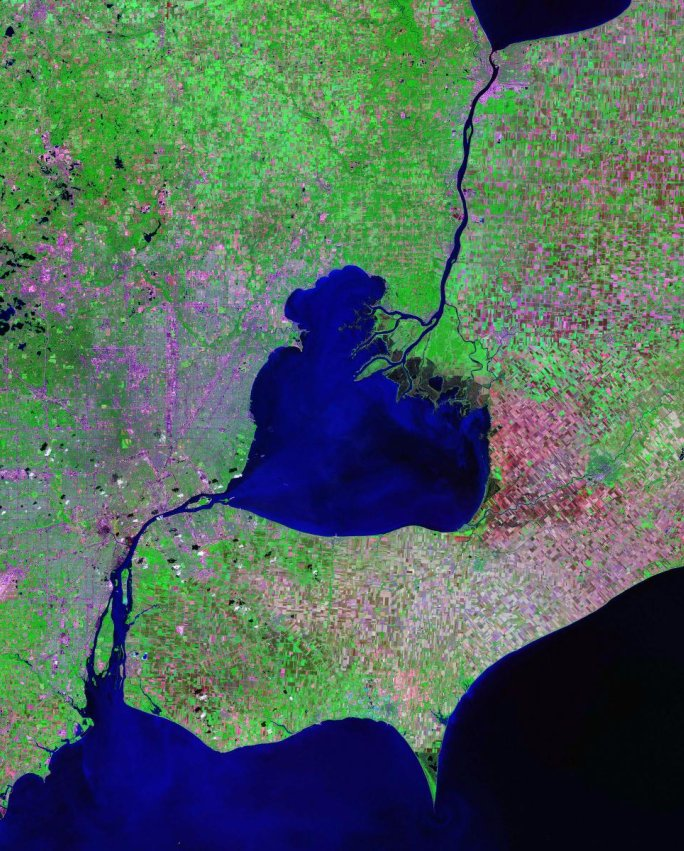
세인트클레어호의 위성 사진. 북쪽으로 휴런호에서 흘러나오는 세인트클레어 강이, 남쪽으로 이리호로 흘러가는 디트로이트강이 보인다.

세인트클레어강(St. Clair River)은 휴런호에서 세인트클레어호로 흐르는 강으로, 미국 미시간주와 캐나다 온타리오주 사이의 국경을 이룬다.